# Sáregres megállóhely
Sáregres megállóhely egy Fejér vármegyei vasúti megállóhely Sáregres községben, a helyi önkormányzat üzemeltetésében.
A lakott terület nyugati szélén helyezkedik el, közúti megközelítését a 6307-es útból kiágazó 63 309-es számú mellékút (települési nevén Kolozsvári utca) biztosítja.

## Vasútvonalak
A megállóhelyet az alábbi vasútvonalak érintik:
- Budapest–Pécs-vasútvonal

## Kapcsolódó állomások
A megállóhelyhez az alábbi állomások vannak a legközelebb:
- Rétszilas vasútállomás (Budapest–Pécs-vasútvonal)
- Simontornya vasútállomás (Budapest–Pécs-vasútvonal)

## Forgalom
| Járat | Útvonal | Gyakoriság                               |
| ----- | --- | ---------------------------------------- |
| S40   | Budapest-Déli – Budapest-Kelenföld – Budafok – Háros – Budatétény – Barosstelep – Nagytétény-Diósd – Érdliget – Érd felső – Érd – Százhalombatta – Dunai Finomító – Ercsi – Iváncsa – Pusztaszabolcs – Szabadegyháza – Sárosd – Nagylók – Sárbogárd – Rétszilas – Sáregres – Simontornya – Tolnanémedi – Pincehely – Belecska – Keszőhidegkút-Gyönk – Szárazd – Regöly – Szakály-Hőgyész – Dúzs – Csibrák – Kurd – Döbrököz – Dombóvár | 2-4 óránként                             |
| S431  | Dunaújváros – Újvenyim – Mezőfalva – Nagykarácsony felső – Nagykarácsony – Alap – Rétszilas alsó – Rétszilas – Sáregres – Simontornya | Napi 2 pár                               |
| G40   | (Dombóvár → Döbrököz → Kurd → Csibrák → Dúzs → Szakály-Hőgyész → Regöly → Szárazd → Keszőhidegkút-Gyönk → Belecska → Pincehely → Tolnanémedi → Simontornya → Sáregres → Rétszilas →) Sárbogárd → Nagylók → Sárosd → Szabadegyháza → Pusztaszabolcs → Iváncsa → Százhalombatta → Érd → Érd alsó → Tétényliget → Budapest-Kelenföld → Budapest-Déli                                                                                      | Munkanapokon napi 1 Budapest felé        |
| Z40   | Budapest-Déli → Budapest-Kelenföld → Érd felső → Százhalombatta → Iváncsa → Pusztaszabolcs → Szabadegyháza → Sárosd → Nagylók → Sárbogárd → Rétszilas → Sáregres → Simontornya → Tolnanémedi → Pincehely → Belecska → Keszőhidegkút-Gyönk → Szárazd → Regöly → Szakály-Hőgyész → Dúzs → Csibrák → Kurd → Döbrököz → Dombóvár | Munkanapokon és vasárnap 1 Dombóvár felé |